# Shane Brolly
Shane Brolly (* 6. März 1970 in Belfast, Nordirland) ist ein vornehmlich in den USA tätiger britischer Schauspieler.

## Leben
Als Kind einer irischen Schauspielerfamilie begann Brolly seine Karriere mit Nebenrollen in Krimiserien fürs amerikanische Fernsehen, bevor er in mehreren Independentproduktionen und dem Science-Fiction-Film Impostor (2002) mitspielte. Im selben Jahr übernahm er die Hauptrolle in der Serie Chromiumblue.com: Als eleganter Millionär Henry Brooke lud er darin Pärchen auf sein Schiff ein, um ihre geheimen Wünsche zu ergründen und zu erfüllen.
2003 ergatterte er die Rolle des ebenso hochmütigen wie zwielichtigen Vampirs Kraven in Len Wisemans Actionthriller Underworld. Diese Figur verkörperte er so überzeugend, dass er auch für die Fortsetzung Underworld: Evolution eingeplant und engagiert wurde. Im Actionthriller Japan hatte er den gleichnamigen Auftragskiller zu verkörpern.
Brollys Geschwister Clark und Cathy sind ebenfalls Schauspieler. In seiner Freizeit schreibt er zur Entspannung gern Gedichte.

## Filmografie (Auswahl)
- 1998: Stomping Grounds
- 1999: X-Factor: Das Unfassbare (Beyond Belief: Fact or Fiction, Fernsehserie, 1 Episode)
- 1999: Fliegenfänger (Flypaper)
- 2001: Impostor
- 2002: ChromiumBlue.com (Fernsehserie, 7 Episoden)
- 2003: Deadly Swarm
- 2003: Underworld
- 2003: Connecting Dots
- 2003: Chromiumblue.com
- 2004: Sin's Kitchen
- 2005: Devil's Highway
- 2006: Underworld: Evolution
- 2006: Room 6
- 2007: 48 Angels
- 2007: CSI: NY (Fernsehserie, 1 Episode)
- 2008: Japan
- 2009: Toy Boy (Spread)
- 2009: Underworld – Aufstand der Lykaner (Underworld: Rise of the Lycans)
- 2015: Book of Fire

## Werke
- You’d Think There Would Be More Suicides Around Here. Bleak House, Madison WI 2003, ISBN 1-932557-01-6